# Алтоман (војвода у Зети)
Алтоман је био војвода и намјесник српског деспота Ђурђа Бранковића - у Зети, у XV вијеку. Сједиште му је до 1439. године било у Бару (данас Стари Бар) а затим у тргу Подгорици. Сукобљавао се са Млетачком републиком око трговине сољу (отварање трга соли у Старом граду -Будви). Године 1433. је један од три деспотова опуномоћеника, који су у Котору потписали споразум са которским кнезом (договор да се српском деспоту Бранковићу врате: Светомихољска метохија и дио Паштровића, а услов је био да деспотове војне снаге учествују у смиривању ситуације у Грбљу). Био је на челу војног похода у Доњу Зету, јуна 1448. године, када је у договору са Црнојевићима прешао њихову територију у Горњој Зети, са 7000 пјешака и коњаника. Том приликом је (у садејству са горњозетским снагама Стефана Црнојевића) за српског деспота заузео: Луштицу, Богдашиће, Љешевиће и солане које су некада припадале Балшићима. Његову, односно деспотову власт, признали су и Грбљани. Одреди српског деспота, Паштровића и Црнојевића, под командом Алтомана, покушали су освојити и град Бар (Стари Бар) али се томе успјешно супротставила млетачка посада града (под командом војводе Данила Ђурића) уз помоћ плаћене ратничке дружине Мркојевића (130 домова, из жупе Прапратна, између Бара и Улциња). У прољеће 1452. године, Алтоман заузима тврђаву Жабљак (Црнојевића) али доживљава пораз на прилазима Доњој Зети, у сукобу са Стефаном Црнојевићем.